# 中港溪
中港溪位於臺灣北部，屬於中央管河川，河長54.00公里，流域面積445.58平方公里。源頭位於鹿場大山（樂山），流域涵蓋苗栗縣北部及新竹縣西南部，是重要的水利河川之一。

## 概述
中港溪最遠源流為鹿湖溪，發源於苗栗縣南庄鄉東南端標高2,616公尺的鹿場大山北坡，北流至鹿場台地西方，會合源自加里山的風美溪後稱為上港溪（又稱東河、大東河）。流至南庄聚落南側，上港溪與源自八卦力山的蓬萊溪（又稱南河、小東河）會合後，以下始稱中港溪。
中港溪主流續流經三灣鄉、頭份市、竹南鎮、造橋鄉、後龍鎮等鄉鎮，最後在竹南鎮和後龍鎮之間流入臺灣海峽。
重要支流峨眉溪發源於新竹縣五峰鄉西北角，流經北埔鄉、峨眉鄉後，於苗栗縣三灣鄉匯入中港溪。

## 水系主要河川
- 中港溪
  - 柘榴溝：苗栗縣竹南鎮、頭份市
  - 大肚溪：苗栗縣後龍鎮、造橋鄉
  - 南港溪：苗栗縣造橋鄉、竹南鎮、頭份市、三灣鄉、南庄鄉、獅潭鄉
    - 雷公埤溝：苗栗縣竹南鎮、頭份市
    - 造橋溪：苗栗縣造橋鄉
    - 三百六坑溪：苗栗縣造橋鄉
    - 二寮坑溪：苗栗縣造橋鄉

  - 北坑溝溪：苗栗縣頭份市、三灣鄉
  - 流東溪：：苗栗縣頭份市、新竹縣峨眉鄉
  - 峨眉溪：苗栗縣三灣鄉、新竹縣峨眉鄉、寶山鄉、北埔鄉、五峰鄉
    - 沙坑溪：苗栗縣三灣鄉
    - 石井溪：新竹縣峨眉鄉、寶山鄉
    - 石子溪：新竹縣峨眉鄉
    - 番婆坑溪：新竹縣峨眉鄉、北埔鄉
    - 水磜溪：新竹縣北埔鄉
    - 大湖溪：新竹縣北埔鄉
    - 大坪溪：新竹縣北埔鄉、五峰鄉

  - 南河：苗栗縣
    - 小東河
    - 大湳河
    - 八卦力溪

  - 大東河：苗栗縣南庄鄉
    - 比林溪
    - 風美溪
    - 鹿場溪
    - 鹿湖溪

## 主要橋樑

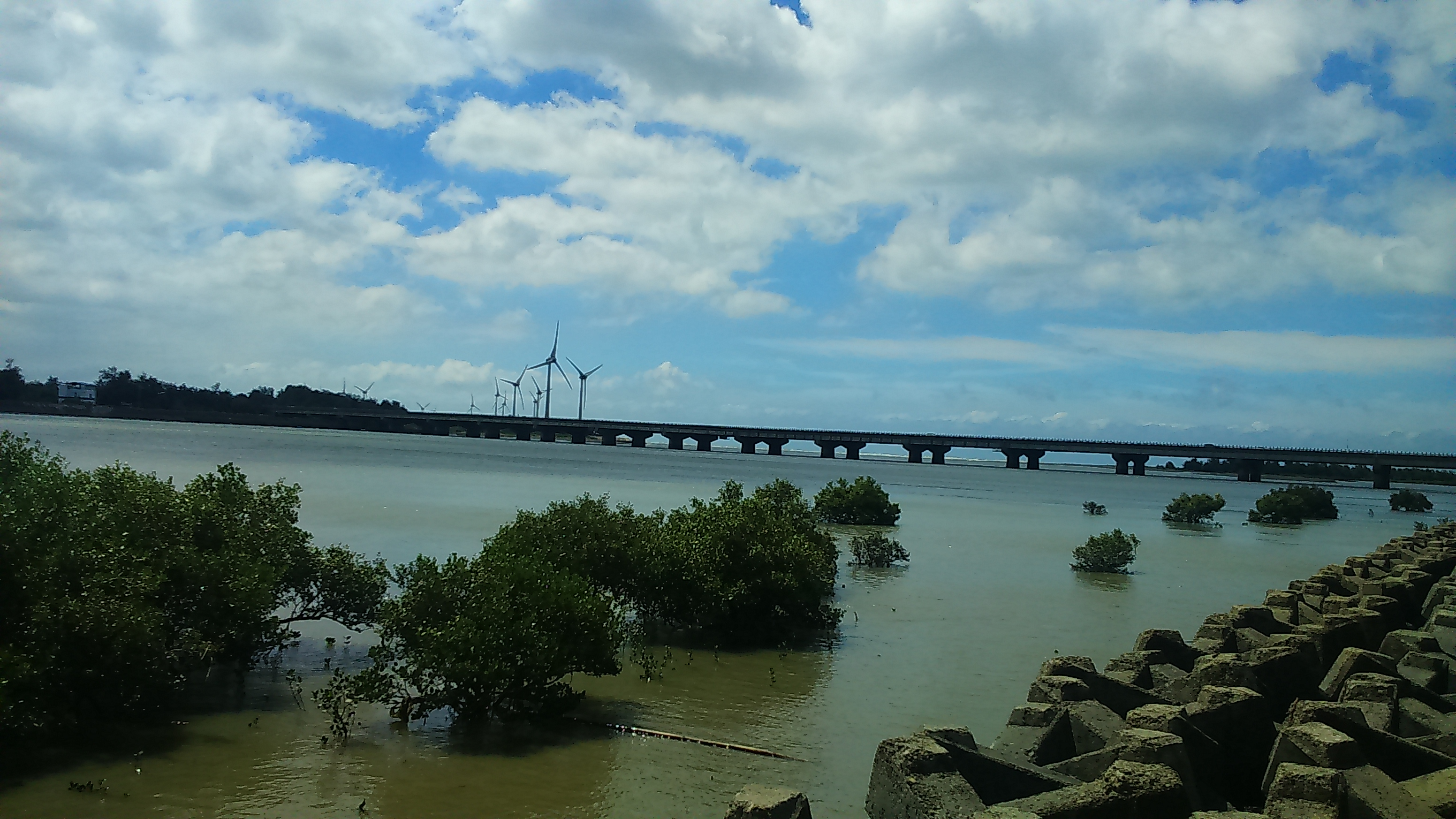
中港溪出海口滿潮

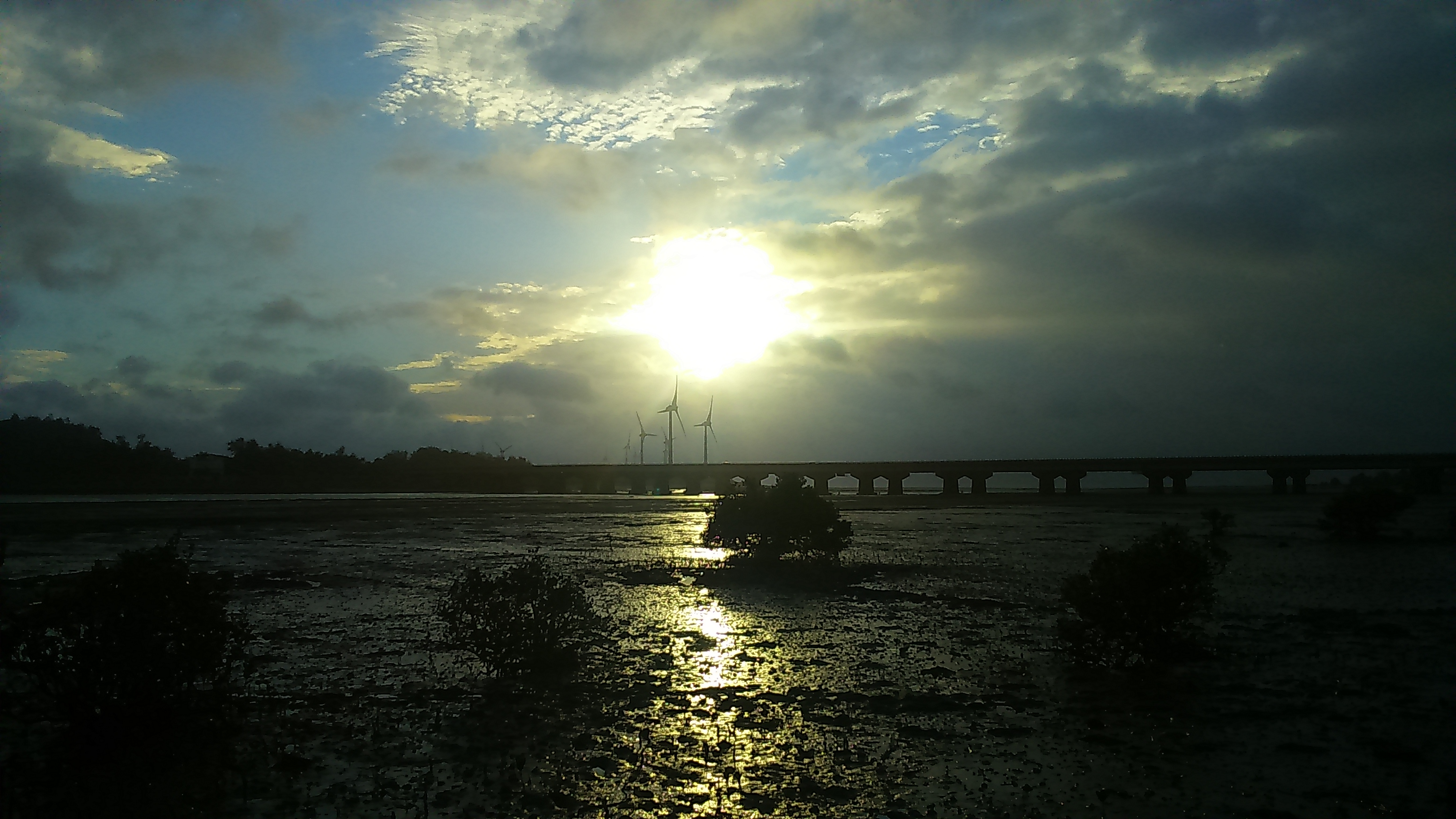
中港溪出海口北岸乾潮夕陽

以下由河口至源頭列出主流上之主要橋樑：

### 中港溪河段
- 玄寶大橋（ 台61線）
- 五福大橋（苗6-1線）
- 中港溪橋（ 國道三號）
- 德照橋（ 台13甲線）
- 下頭份溪橋（ 臺灣鐵路海線）
- 頭份溪橋（ 臺灣鐵路山線）
- 中港溪橋（ 台13線）
- 尖山大橋（ 台1線）
- 中港溪橋（ 國道一號）
- 東興大橋（ 苗5線）
- 頭份大橋（ 苗7線）
- 高鐵橋
- 平安大橋（ 苗17線）
- 水頭屋大橋（ 苗19線）
- 三灣大橋（苗17-2線）
- 三和大橋（苗17-3線）
- 中港溪橋（ 台3線）
- 田美大橋（ 苗20線）
- 永興橋（ 縣道124乙線）
- 西村大橋

### 大東河河段
- （ 縣道124號）
- 蕃婆石橋（ 苗21線）
- 東河吊橋
- 加拉灣大橋
- 圭斯橋（ 苗21線）
- 石壁吊橋
- 無名橋
- 石壁大橋（ 苗21線）
- 萊那娃斯橋
- 石門吊橋

## 外部連結
- 讓我們看河去（重要河川）-- 中港溪
- 中港溪生態手冊